# Lucid Gravity
Lucid Gravity – електричний кросовер виробництва компанії Lucid. Виробництво очікується 2024 року, а продажу — 2025 року.

## Опис

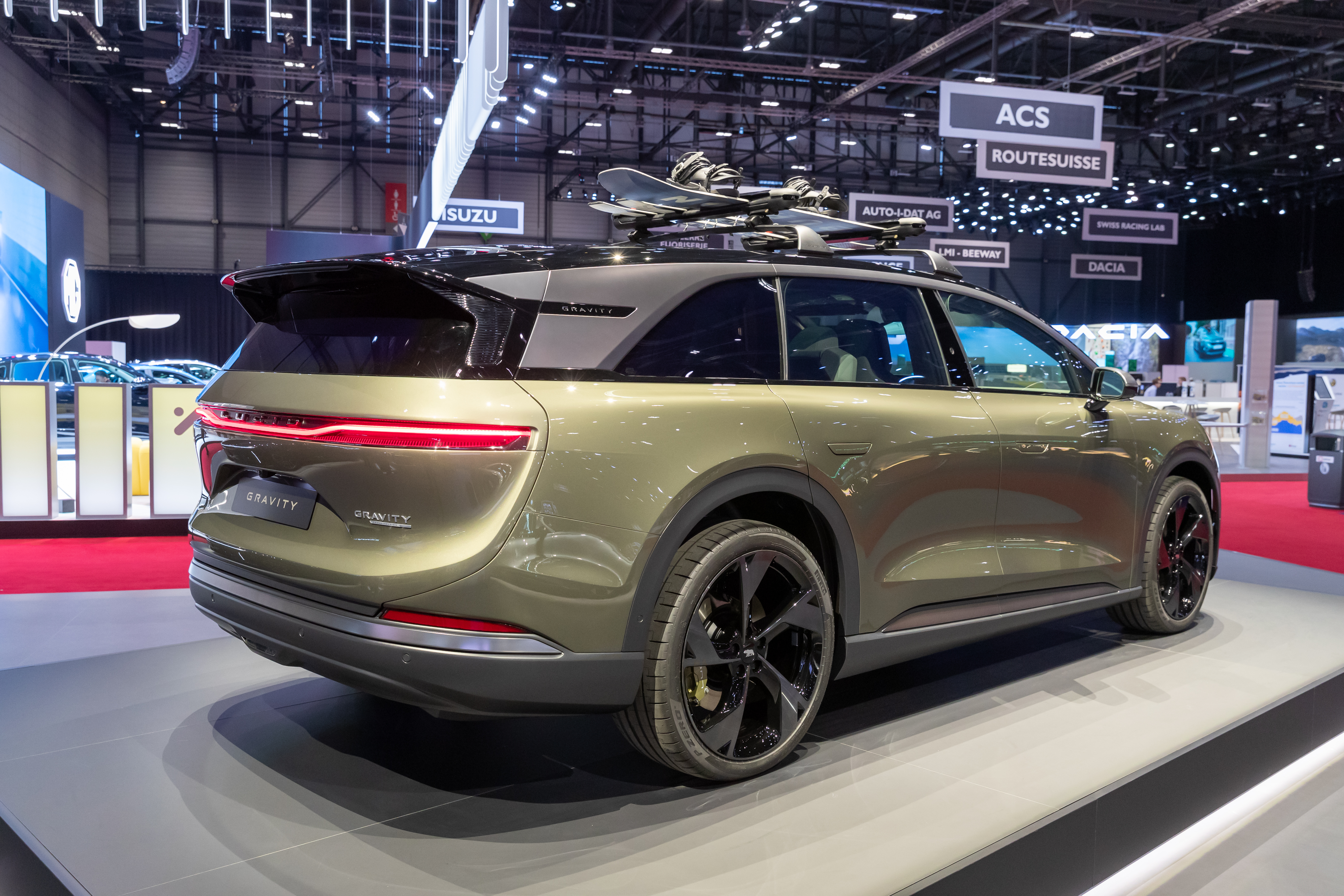

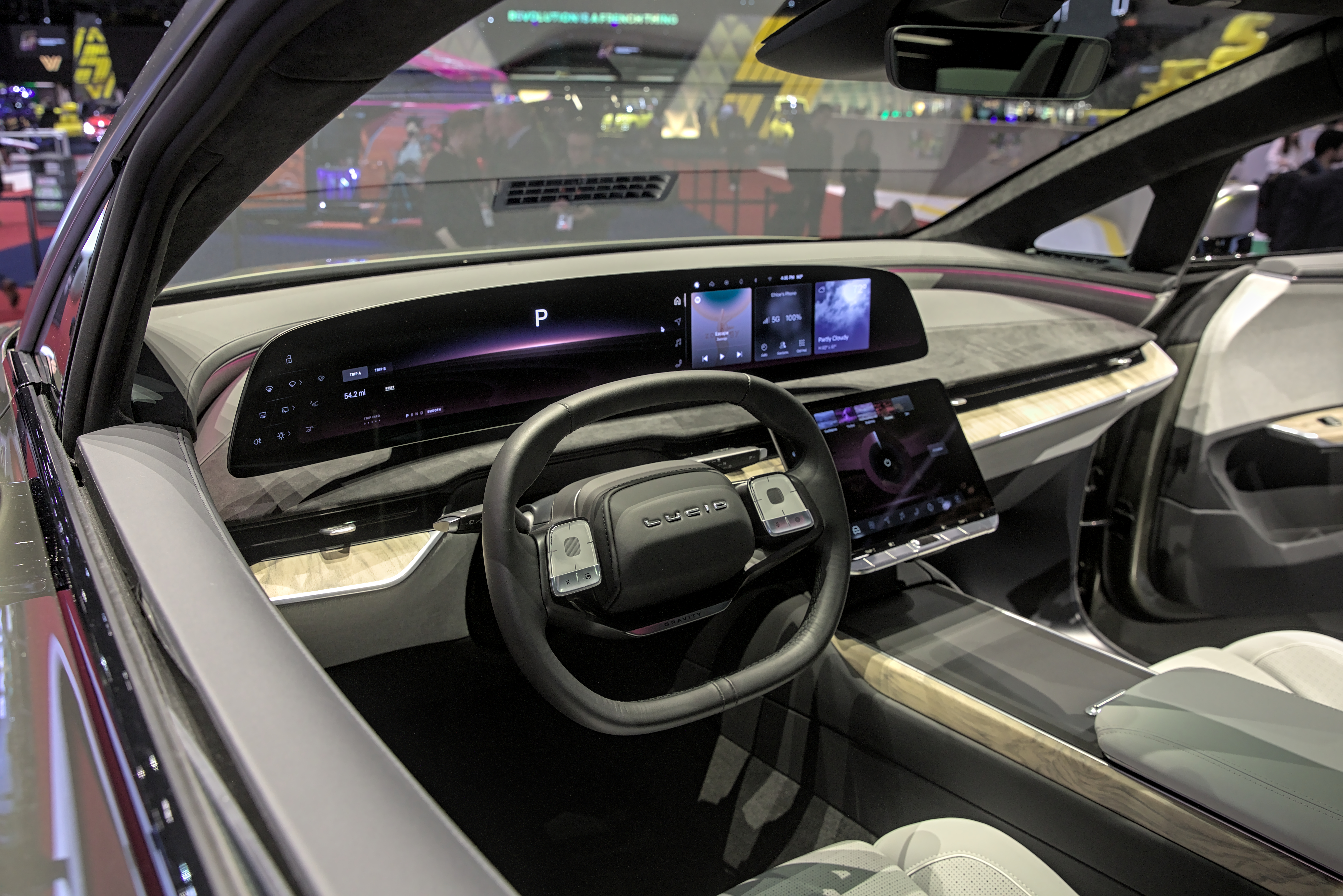

У вересні 2020 року Lucid представив концепт електричного позашляховика під назвою Project Gravity лише з коротким зображенням і коротким відео. Патенти показують, що Gravity має витончені фари, подібні до фар Lucid Air, а також помітно короткий капот і велике лобове скло. Крім того, патенти показують, що бокова частина транспортного засобу має горизонтальну лінію пояса, а також витончені широкі вікна та четверті скляні панелі.
За словами компанії, Lucid використовуватиме батареї Panasonic у своїх далекобійних Lucid Air і Gravity SUV, виробництво яких почнеться в 2024 році.
16 листопада 2023 року автомобіль було офіційно представлено на автосалоні в Лос-Анджелесі в 2023 році з очікуваною датою поставки 2025 модельного року в кінці 2024 року. Позашляховик матиме запас ходу 440 миль завдяки двомоторній електричній силовій установці та час розгону 0–60 за 3,5 секунди, а стартова ціна — менше 80 000 доларів США.
У грудні 2023 року стартап із зарядки електромобілів Gravity Inc. подав «клопотання про скасування» до Бюро патентів і торгових марок США через використання Lucid слова «гравітація».[66] У червні 2024 року Gravity Inc. і Lucid уклали мирову угоду, яка дозволила Lucid використовувати назву «gravity». In June 2024, Gravity Inc. and Lucid came to a settlement allowing Lucid the use of the name "gravity."
Lucid відкрив замовлення на Gravity 7 листопада 2024 року, а перша виробнича одиниця завершила виробництво на фабриці Lucid Casa Grande 5 грудня 2024 року..
6 січня 2025 року Lucid Motors оголосила про те, що Gravity використовує високопродуктивні електричні батареї Panasonic Energy останнього покоління. Lucid Gravity Grand Touring має потужність 828 кінських сил, здатний розганятися до сотні за 3,5 секунди та має запас ходу до 450 миль за рейтингом EPA.